# سیارک ۱۳۲۷۹
سیارک ۱۳۲۷۹ (به انگلیسی: 13279 Gutman، نامگذاری:1998QN43) سیزده هزار و دویست و هفتاد و نهمین سیارک کشف شده‌است که در ۱۷ اوت ۱۹۹۸ کشف شد.
قدر مطلق سیارک برابر ۱۶.۲ است.